# Leštinka (Světlá nad Sázavou)
Leštinka (německy Leschtina) je malá vesnice, část města Světlá nad Sázavou v okrese Havlíčkův Brod. Nachází se asi 3,5 km na západ od Světlé nad Sázavou. Prochází zde silnice II/150. V roce 2009 zde bylo evidováno 41 adres.
Leštinka leží v katastrálním území Leštinka u Světlé nad Sázavou o rozloze 4,26 km². Do katastrálního území zasahuje západně od vesnice část přírodní rezervace Stvořidla.